# Aeroportul La Lima
Aeroportul La Lima (IATA: LLH) este un aeroport din Honduras ce deservește zona La Lima⁠(d). A fost numit după zona deservită.
Situat la o altitudine de 29 m, aeroportul dispune de o singură pistă.